# Ennea Hodoi
Ennea Hodoi foi uma colônia ateniense na Trácia, fundada entre as Guerras Médicas e a Guerra do Peloponeso. A colônia não resistiu aos ataques locais; Anfípolis foi fundada no mesmo local de Ennea Hodoi.
O nome se refere à lenda de Fílis, princesa da Trácia, que acolheu Demofoonte, filho de Teseu, quando ele voltou da Guerra de Troia. Demofoonte quis voltar a seu país, e prometeu a Fílis que voltaria; no dia indicado para a sua volta, porém, ele não apareceu, e Fílis fez, nove vezes, o caminho até o mar, e morreu de desgosto.
Houve três tentativas de fundar uma colônia grega no local. A duas primeiras tentativas, por Aristágoras de Mileto, e, trinta e dois anos depois, pelos atenienses, foram destruídas pelos edonians, povo local. Vinte e nove anos depois, os atenienses voltaram e fundaram uma colônia no local chamado Ennea Hodoi, (Nove Caminhos), e que foi denominada de Anfípolis por Hagnão.